# Hezārābād
Hezārābād (persiska: هزار آباد) är en ort i Iran.   Den ligger i provinsen Markazi, i den centrala delen av landet, 180 km sydväst om huvudstaden Teheran. Hezārābād ligger 2 113 meter över havet och antalet invånare är 129.
Terrängen runt Hezārābād är kuperad åt nordost, men åt sydväst är den platt. Terrängen runt Hezārābād sluttar söderut. Runt Hezārābād är det ganska glesbefolkat, med 21 invånare per kvadratkilometer. Närmaste större samhälle är Dastjerd, 17,3 km öster om Hezārābād. Trakten runt Hezārābād består i huvudsak av gräsmarker.